# Merehana somalica
Merehana somalica är en insektsart som beskrevs av Ritchie, J.M. 1982. Merehana somalica ingår i släktet Merehana och familjen gräshoppor. Inga underarter finns listade i Catalogue of Life.